# Гумецька Лукія Лукіянівна

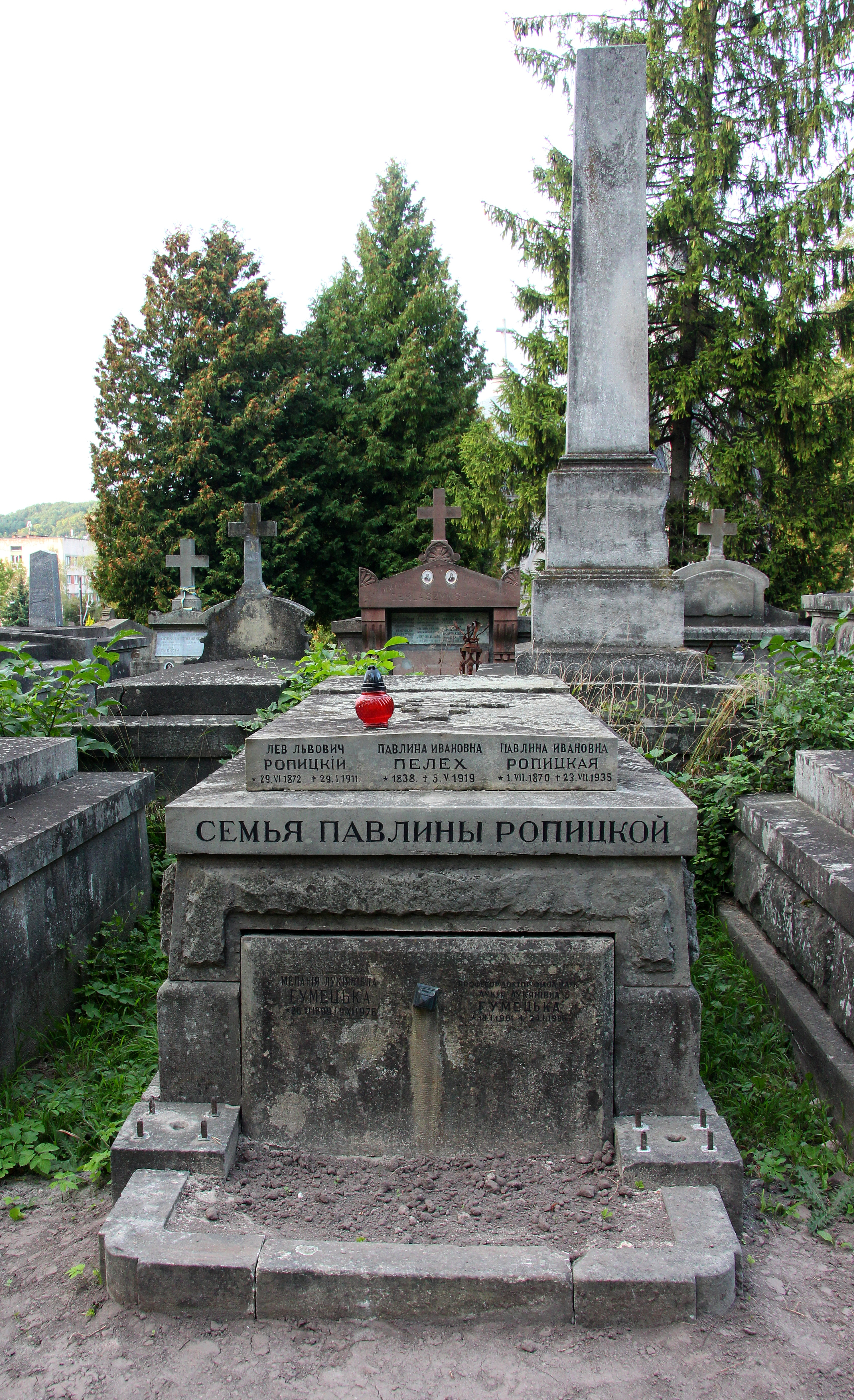

Лукі́я Лукія́нівна Гуме́цька (нар. 18 січня 1901 — 24 січня 1988) — український мовознавець-славіст. Доктор філологічних наук (1957). Професор (1962).

## Біографія
Народилася 18 січня 1901 року в селі Лівча, нині Любачівський повіт, Польська Республіка.
1928 року закінчила Інститут французької мови та літератури в місті Тур (Франція). 1929 року закінчила Львівський університет.
У 1931—1944 роках перебувала на педагогічній роботі. У 1945—1965 роках працювала в системі АН УРСР — спочатку у Львівському відділі Інституту мовознавства, від 1951 року — в Інституті суспільних наук (Львів), де у 1956—1971 роках завідувала відділом мовознавства. У 1946—1950 роках викладала польську мову у Львівському університеті.
1957 року захистила докторську дисертацію «Нарис словотворчої системи української актової мови XIV—XV століть».
Померла у Львові. Похована у гробівці на полі № 3 Личаківського цвинтаря.

## Наукова діяльність
Дослідник польської та української мови. Автор понад 100 наукових праць з лексикології, лексикографії та історії української мови. Автор підручника польської мови для середньої школи. Редактор багатотомного видання «Дослідження і матеріали з української мови».
Учасник вітчизняних і міжнародних славістичних конгресів (Краків, 1964), з'їздів славістів — четветого (Москва, 1958), п'ятого (Софія, 1963), шостого (Прага,1968).
Створила перший в Україні осередок істориків-лексикографів львівської ономастичної школи.

## Праці
- «Нариси з історії української мови»,
- «Польсько-український словник» (співавтор і редактор),
- Словник староукраїнської мови XIV—XV ст.: У 2 т. / Укл.: Д. Г. Гринчишин, У. Я. Єдлінська, В. Л. Карпова, І. М. Керницький, Л. М. Полюга, Р. Й. Керста, М. Л. Худаш. — К.: Наукова думка, 1977—1978. — Т. 1 — 2.

## Нагороди
- 1981: Премія імені І. Я. Франка (за «Словник староукраїнської мови XIV—XV ст.»)